# 東山駅 (平安北道)
東山駅（トンサンえき、朝鮮語: 동산역）は、朝鮮民主主義人民共和国平安北道亀城市にある駅で、青年八院線に属する。

## 隣の駅
青年八院線
魚尾峴駅 - 東山駅 - 亀城駅